# Ринок для свободи
«Ринок для свободи» (англ. The Market for Liberty)— важлива анархо-капіталістична книга, написана Ліндою та Моррісом Таннехіллами (Linda and Morris Tannehill) і видана у 1970 році. Цьому передував самвидавний Liberty via Market у 1969 році. Робота кидає виклик статутному праву та виступає за природне право як основу суспільства. Він також стверджує, що суспільство не було б безправним за відсутності держави. У The Market for Liberty багато часу присвячено тому, як різні підприємства та організаційні структури взаємодіяли б у суспільстві laissez faire і як ці взаємодії створювали б обмеження, які, зрештою, стримували б тенденцію до злочинності на низькому рівні. Дотримуючись радикальних принципів вільного ринку, книга скептично ставиться до потенціалу насильницької анархо-капіталістичної революції, яка призведе до хороших результатів.

## Огляд

### Частина I – Великий конфлікт
Глава 1 « Якщо ми не знаємо, куди ми йдемо...» зазначає зростання невдоволення серед молоді, численні проблеми, з якими стикається суспільство, і необхідність чіткої мети, а не просто супротивника (наприклад, держави). У ньому стверджується, що автори не виступають за будь-який тип утопії, яка залежить від непогрішимості людини, щоб функціонувати. У ній стверджується, що якщо нинішня система зазнає краху без розповсюдження дійсних ідей про те, як суспільство може функціонувати без державного правління, люди вимагатимуть сильного лідера, і постане новий Гітлер, щоб відповісти на їхні прохання.
Глава 2, «Людина і суспільство», стверджує, що природа людини така, що вона повинна мислити і виробляти, щоб жити; і що для того, щоб повністю розкрити свій потенціал, він повинен мати право не тільки робити ці речі, але й насолоджуватися винагородами своїх продуктивних дій. Він визначає суспільство laissez-faire як таке, яке «не інституціоналізує ініціювання сили і в якому є засоби для справедливого поводження з агресією, коли вона виникає». Він зазначає, що лише власник права може відчужувати себе від цього права. Наприклад, якщо хтось завдає шкоди таксі на 100 доларів, він позбавляє себе права на ці 100 доларів. Тоді перевізник має моральне право застосувати силу, щоб забрати його.
У главі 3 «Саморегульований ринок» стверджується, що втручання держави призводить до програшу покупця, продавця або обох в угоді, і що лише добровільна торгівля може бути цілком задовільною торгівлею. Зазначається, що ринки чисті; що оподаткування – це економічна гемофілія; регулювання зводиться до повільного удушення; що ринкові монополії можуть досягти та підтримувати статус монополії лише завдяки досконалості та низьким цінам; і що без свободи ринку жодна інша свобода не має сенсу. Він критикує уряд за бюрократичну тяганину, яка позбавляє підприємців можливостей вибратися з бідності.
Глава 4, Уряд – непотрібне зло, стверджує, що уряд є примусовою монополією; що демократичні уряди вирішують проблеми переважно на основі тиску з боку груп особливих інтересів; і що поняття «уряд законів, а не людей» є безглуздим, оскільки закони повинні бути написані та виконуватися людьми, а отже, уряд законів є урядом людей. У ньому стверджується, що вічна пильність, яка вважається ціною свободи, є постійною непродуктивною витратою енергії, і що абсолютно нерозумно очікувати, що люди будуть продовжувати витрачати свою енергію таким чином, керуючись безкорисливим ідеалізмом. У ньому також стверджується, що через небезпеку того, що одна група інтересів використовує уряд, щоб нав’язувати закони на користь собі або калічити своїх опонентів, люди постійно бояться різних груп інтересів. Таким чином, чорні бояться придушення білими; білі хвилюються, що чорні отримають занадто багато влади; і будь-яка кількість інших груп, таких як робітники та менеджери, жителі міст і передмістя тощо, протистоять одна одній. Уряд визначено як причину чвар. Система стримувань і противаг уряду також визнається джерелом марнотратства, яке не може замінити зовнішнє обмеження, таке як конкуренція. У цій главі описано багато інструментів, за допомогою яких уряд переконує людей у необхідності уряду, наприклад, державні школи, які промивають мізки молоді, змушуючи її прийняти продержавні ідеї, надають уряду традиції та важливість і ототожнюють його з «нашим способом життя». Він також звинувачує людей у тому, що вони бояться нести відповідальність за себе.

### Частина II – Суспільство Laissez-Faire
Глава 5 « Вільна та здорова економіка » починається з того, що зазначається про труднощі, з якими стикаються люди, намагаючись уявити собі суспільство, яке радикально відрізняється від їх власного. У ньому робиться висновок, що суспільство laissez-faire краще боротися з бідністю з багатьох причин, включаючи той факт, що безробіття спричинене урядом, що підприємства, які не оподатковуються, матимуть більше прибутку для реінвестування в технології підвищення продуктивності, що приватні благодійні організації ефективніші. ніж уряд, що батьки з більшою ймовірністю уникнуть народження надлишку дітей за відсутності мереж соціального захисту тощо. У ньому стверджується, що на вільному ринку з’явиться безліч варіантів вибору освіти. У ньому також зазначається, що фокус ЗМІ в суспільстві laissez faire зміститься з висвітлення уряду на висвітлення бізнесу та окремих осіб, а зловживання перевірятимуть репортери, які шукатимуть історії про агресію чи шахрайство. У розділі стверджується, що якість медичної допомоги можна ефективніше підтримувати на належному рівні через репутацію, стандарти, встановлені страховими компаніями тощо. У ньому також обговорюється, як валюта може бути забезпечена без уряду.
У главі 6 «Власність – чудовий спосіб вирішення проблем» стверджується, що більшість соціальних проблем можна вирішити шляхом збільшення кількості та типу власності. Він стверджує, що оподаткування є крадіжкою, а регулювання за допомогою ініційованої сили є рабством. Він стверджує, що має бути можливість претендувати на право власності на дно океану, поверхню інших планет, коридори повітряного простору, довжини радіохвиль тощо, будучи першим, хто їх займе або іншим чином чітко окреслить територію. Він також стверджує, що все державне майно має бути приватизовано, щоб зменшити рівень злочинності та забруднення.
Глава 7 «Арбітраж у спорах» стверджується, що державні арбітри не потрібні, оскільки людина, яка погоджується на вирішення спорів третьою стороною, а потім розриває договір, зазнає шкоди своїй репутації та буде піддана остракізму, таким чином вирішуючи проблему невиконання зобов’язань. . Зазначається, що державні судді, як правило, будуть упереджені на користь уряду, оскільки це організація, від якої вони отримують свою зарплату та владу. Він просуває концепцію страхових компаній як заміни уряду як установи, що використовується для розгляду претензій; у випадку, якщо особу було ошукано, вона могла подати претензію до своєї страхової компанії, і страховик отримав би право суброгації . Страховики, які самі вчиняли зловживання, постраждали б від втрати репутації та опинились у невигідному конкурентному становищі порівняно з більш авторитетними страховиками.
Глава 8 « Захист життя та власності » стверджує, що людина має право захищати своє життя від агресії; і що, отже, він також має право захищати своє майно, оскільки воно є результатом його вкладення частин свого життя і, таким чином, є продовженням цього життя. У ньому зазначається: «Пацифізм заохочує кожного бандита продовжувати насильницьку поведінку, навіть якщо пацифіст може віддано бажати, щоб цього не було (бажання не створюють реальності). Пацифістська поведінка вчить агресора, що злочин окупається, і спонукає його до нових і більших агресій. Таке санкціонування несправедливості є аморальним, а оскільки воно аморальним, воно також непрактично». У ньому стверджується, що самозахист — це особистий обов’язок, який можна виконати, найнявши для захисту агента, наприклад , приватне оборонне агентство . Він відрізняє ініційовану силу від сили у відповідь, зазначаючи, що перша не є ринковим явищем, оскільки діє, щоб знищити ринок; але останнє є ринковим явищем, оскільки воно стримує агресорів, які хотіли б його знищити, та/або вимагає від них репарацій. Зазначається, що уряд створює соціальне середовище, яке породжує злочинність через заборону азартних ігор, проституції, наркотиків тощо. Він стверджує, що головна роль поліції полягає в захисті уряду, а не громадян. Він протиставляє поліцію приватним оборонним агентствам, які зосереджуються на запобіганні агресії та чиї офіцери не мають імунітету за будь-які правопорушення, які вони можуть скоїти. У ньому також зазначається, що страхові компанії можуть продавати поліси, які покривають страхувальників від збитків, спричинених будь-яким типом примусу, і що ці страховики можуть поставити на коліна неконтрольовані оборонні агентства шляхом остракізму та бойкоту. Водночас страховики намагатимуться уникати таких дій без причини, оскільки це може бути дорогим і призвести до бойкоту проти самого страховика.
У главі 9 « Про примус» стверджується, що покарання у вигляді помсти «око за око» не компенсує жертві, а тому суперечить справедливості. Він стверджує, що агресор повинен відшкодувати жертві за її втрату та всі витрати, спричинені агресією, такі як витрати на затримання правопорушника. Далі йдеться, що якщо правопорушник не міг заплатити компенсацію за злочин за життя, додаткові витрати може оплатити страхова компанія.
У главі 10 « Виправлення несправедливості » зазначається, що деяким особливо ненадійним злочинцям може знадобитися відпрацьовувати свій борг у робітних будинках . Щоб застрахуватися від відмови працювати, репараційні виплати вираховувалися б із кожної зарплати до витрат на проживання та харчування, а ті, хто відмовлявся працювати, не їли або мали лише мінімальну дієту. Існуватимуть різноманітні ступені обмеження. Аргумент про те, що багаті купилися б на злочин, спростовується аргументом про те, що навіть багата людина може бути вбита в порядку самозахисту, якщо вона спробує вчинити насильство, і що вона також ризикуватиме своєю репутацією.
У главі 11 « Воюючі оборонні агенції та організована злочинність » стверджується хибність припущення про те, що уряд є необхідним для запобігання застосуванню сили, стверджуючи, що уряд, як примусова монополія, повинен ініціювати застосування сили, щоб вижити. Він зазначає кілька факторів, які змусили б приватне оборонне агентство уникнути агресії. Це піддало б себе ризику помсти та призвело б до того, що клієнти побоювалися, що в разі розриву обернуть свою агресивну силу проти них. Крім того, страховики вважали б компанію поганим ризиком. Її співробітники також будуть нести відповідальність за будь-які збитки, які вони завдали, що може спричинити проблеми між компаніями та її співробітниками, якщо вони накажуть необґрунтовані атаки. Також припускають, що мафіозне агентство навряд чи виживе, оскільки не буде чорного ринку для його підтримки. У розділі стверджується, що тирану було б важче піднятися до влади в системі конкуруючих приватних оборонних агентств, ніж в державній системі, оскільки клієнти, яких пригнічувала їхня компанія, могли просто перейти до іншої компанії та отримати захист від тирана.
У главі 12 «Законодавство та об’єктивне право » стверджується, що вільні люди, діючи на вільному ринку, керуватимуть своїми справами відповідно до природного права. Він називає статутне право незграбною, анахронічною та несправедливою перешкодою. У ньому також стверджується, що державні судді не мають ринкових сигналів, які б керували їхніми рішеннями, на відміну від арбітрів вільного ринку, які мають прибуток і збитки як вбудований механізм корекції.
У главі 13 « Іноземна агресія» зазначається, що уряди отримують ресурси, які використовуються для захисту від народу, і ці ж ресурси можуть використовуватися приватними оборонними агентствами для захисту людей від агресії. У ньому стверджується, що уряди посилюють або погрожують іншим урядам аж до збройного конфлікту, а потім змушують своїх громадян захищати їх. У ньому зазначається, що спроможність страховиків від агресії виплачувати претензії буде збільшена завдяки обмеженій шкоді внаслідок того факту, що іноземним агресорам доведеться використовувати звичайні засоби ведення війни у завойовницьких війнах, щоб уникнути знищення власності та рабів, які вони прагнуть отримати. У ньому зазначається, що в суспільстві laissez faire не було б уряду, який міг би здатися ворогу; захисники боролися б доти, доки вважали, що це в їхніх інтересах.
Глава 14, "Скасування війни", стверджує, що уряд, а не бізнес, відповідальний за формування військово-промислового комплексу . Зазначається, що тягар підтримки воєн значною мірою лягає на бізнес, оскільки податки беруться з кишені споживача. Крім того, підприємства є виробниками суспільства, і саме виробники суспільства платять за рахунками. Бізнес також страждає від воєн через порушення торгівлі та розорення та злидні, які є результатом цього. Однак уряд виграє від воєн, оскільки в нього залишається більше влади, більше грошей і більше території. Війна також допомагає об’єднати людей, які стоять за владою, перед обличчям «спільного ворога». Автори приходять до висновку, що все, що потрібно, щоб скасувати війну, це скасувати уряд.

### Частина III – Як ми туди потрапимо?
Глава 15 « Від уряду до Laissez Faire» стверджує, що перш за все економіка має бути забезпечена засобами обміну, які замінять долар. У ньому йдеться про те, що у володіння державною власністю повинні вступати особи, які, просто чітко зазначивши свої претензії, стають законними власниками. Він виступає проти продажу державного майна на аукціоні, оскільки бюрократи знайшли б способи направити виручені кошти у власні кишені, а система була б упереджена до багатих, багато з яких отримали свої багатства завдяки політичній силі. Процес продажу майна з аукціону також продовжив би владу політиків.
Глава 16, Сила, яка формує світ, стверджує, що аморально знищувати приватну власність або життя особи, яка не вчиняла агресії проти них. У ньому стверджується, що насильницька революція є не тільки руйнівною, але й фактично зміцнює владу. У ньому також зазначається, що лідери революції можуть стати наступними правителями. Через те, що люди бажають лідера, щоб вивести їх із хаосу, глава вважає, що насильницька революція прокладе шлях для нового Гітлера. Цей розділ закликає людей ділитися ідеями, пов’язаними зі свободою, що зрештою може призвести до повсюдної відмови від співпраці з урядом.

## Прийняття
Книга була першою значною анархо-капіталістичною роботою, яка вразила лібертаріанський рух, вийшовши надрукованою за рік до «Влада і ринок» Ротбарда, хоча книга Ротбарда була написана раніше. За словами Карла Гесса, це стало «чимось на зразок класики».  Мері Руварт вважає, що книга Теннехілла привернула її до анархо-капіталізму.  Даг Кейсі також був навернений до анархо-капіталізму після того, як прочитав книгу за вказівкою Джарета Воллштейна. За даними Інституту Людвіга фон Мізеса, вона була написана лише після періоду інтенсивного вивчення творів Айн Ренд і Мюррея Ротбарда. 

## Зовнішні посилання
- Морріс і Лінда Таннехілл, Ринок свободи (Лансінг, Мічиган: самвидав, 1970).
- Ще одне джерело для книги «Ринок свободи».
- Морріс і Лінда Теннехілл, передмова Карла Гесса, вступ Дугласа Кейсі, Ринок свободи (Сан-Франциско, Каліфорнія: Fox & Wilkes, третє видання, 1993),ISBN 0-930073-01-0 (тверда обкладинка),ISBN 0-930073-08-8
- Передмова Карла Гесса та розділи 1, 3 і 5 із «Ринку свободи» Лінди та Морріса Таннехілів
- Безкоштовна аудіокнига Ринок свободи (читає Ян Бернард)